# Gökhöjden
Gökhöjden är en småort i Älvenäs i Nors socken i Karlstads kommun i Värmlands län.
Gökhöjden i brukssamhället Älvenäs började byggas i slutet av 1940-talet för att tillgodose Svenska Rayon-aktiebolaget efterfrågan på bostäder till fabrikens arbetare. Gökhöjden bestod av 104 radhuslägenheter fördelat på nio olika hustyper omgärdade av grönytor.  Bostadsområdet ligger på en höjd söder om bygdens centrum och är omgärdat av löv- och barrskog.  Gökhöjdens byggnader ritades av Kooperativa Förbundets Arkitekt- och Ingenjörsbyrå (KFAI) under ledning av  av arkitekten Haqvin Carlheim-Gyllensköld, som stod bakom flertalet av de byggnader som uppfördes under Älvenäs expansion. Svenska Rayon AB sålde sitt bestånd i Gökhöjden till Karlstads kommun år 1980.  På senare år har Gökhöjdens kulturvärden uppmärksammats av bland annat Länsstyrelsen i Värmland och Värmlands museum. Gökhöjdens radhusbebyggelse är idag k-märkt.